# براندون وليامز (لاعب كرة قدم أمريكية)
براندون وليامز (بالإنجليزية: Brandon Williams)‏ هو لاعب كرة قدم أمريكية أمريكي، ولد في 24 فبراير 1984.

## وصلات خارجية
- براندون وليامز على موقع مرجع كرة القدم المحترفة.كوم (الإنجليزية)